# Песме које су настале у Првом светском рату
Први светски рат (како га неки зову и Велики рат) трајао је од 28. јула 1914. до 11. новембра 1918. У Великом рату су настале и велике песме. У славним биткама на Церу и Колубари опевани су Војвода Мишић и Војвода Степа. Поред српских песама, настале су и стране песме, јер су са Србима ратовали и певали Французи, Руси, Енглези, Американци, Италијани, Аустралијанци, Новозеланђани, као и Грци који су им пружили свој дом. 

## Песме
- Ој, Војводо Синђелићу
- Марширала Краља Петра гарда
- Опроштај од Словенки (руска песма)
- Тамо далеко
- Креће се лађа Француска (Изгнаници)
- Плава гробница
- Ја сам ја, Јеремија
- Јеремија пали топа
- Геџо, гегуло
- It's a long a way to tipperary (енглеска песма)
- Waltzing Matilda (аустралијска песма)
- La chansone de Сraone (француска песма)
- Ово је Србија
- На Дрину
- Низамски растанак
- Капетан Коча путује
- Колубаро, куд год си протекла
- Нико нема што Србин имаде
- Ко то каже, ко то лаже
- Онамо, ’намо
- Monte Grappa tu sei la mia Patria (италијанска песма)
- Mi mou thimonis matia mou (грчка песма)
- Ој, Србијо, мати
- Слава Србину - Светозаре Милетићу
- Мој деда Солунац

Осим песама, у Првом светском рату настало је и Тобџијско коло.